# Acacia davyi
Acacia davyi és una espècie de planta de la subfamília de les Mimosoideae dins el grup de les Lleguminoses que es distribueix des del sud d'Àfrica tropical fins al sud d'Àfrica. És un arbre perenne que es troba a pasturatges i a la sabana, sovint on hi ha majors precipitacions a les zones muntanyoses associades a bosc de muntanya. Són arbres que presenten adaptacións a la sequera i a l'herbivorisme presentant fulles molt reduïdes fins i tot amb tendència reduir-se fins a espines.

## Descripció
És una planta de port arbori que pot fer fins a 2-3 metres d'alçada, l'escorça és de suro, de color marró clar, amb presència d'estípules espinescents, les espines estan lleugerament corbades i poden fer fins a 5 cm de llarg.
Les fulles normalment tenen uns 18 parells de pinnes cada una de les quals duu uns 25 a 44 parells de folíols d'uns 1 x 5 mm i d'un color verd brillant. Amb pecíol d'1 cm de llarg que en el cas de ser-hi present hi és només en l'últim parell basa l de folíols.
Les flors es troben reunides en caps globulars de color groc brillants que apareixen del Nov-Març. El fruit és un llegum, llarg i estret en grups, finament corbats i d'uns 10 cm de llarg i finament endurit.